# 新型流行性感冒等對策有識者會議

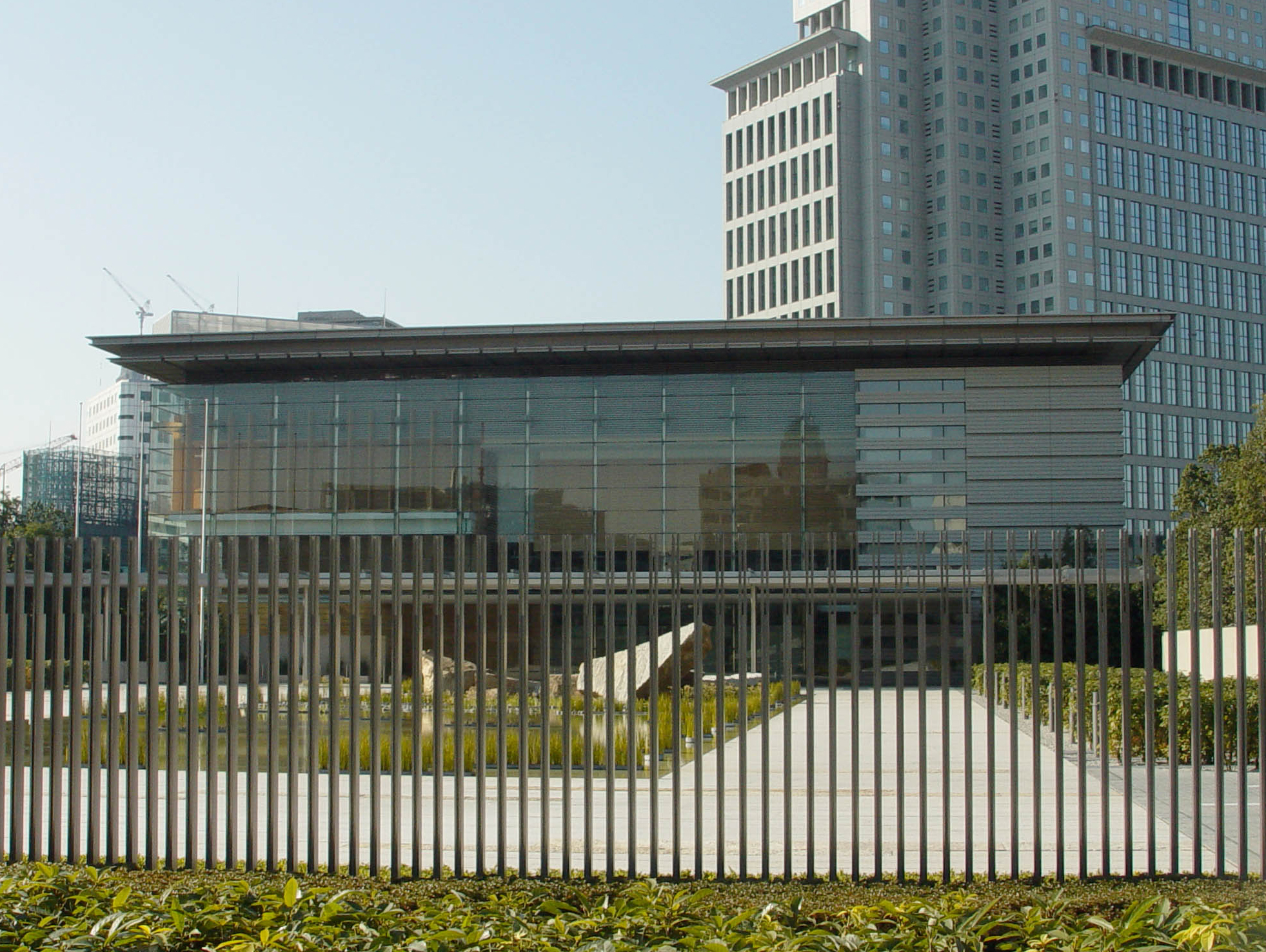
第1回審議開會地點：內閣總理大臣官邸

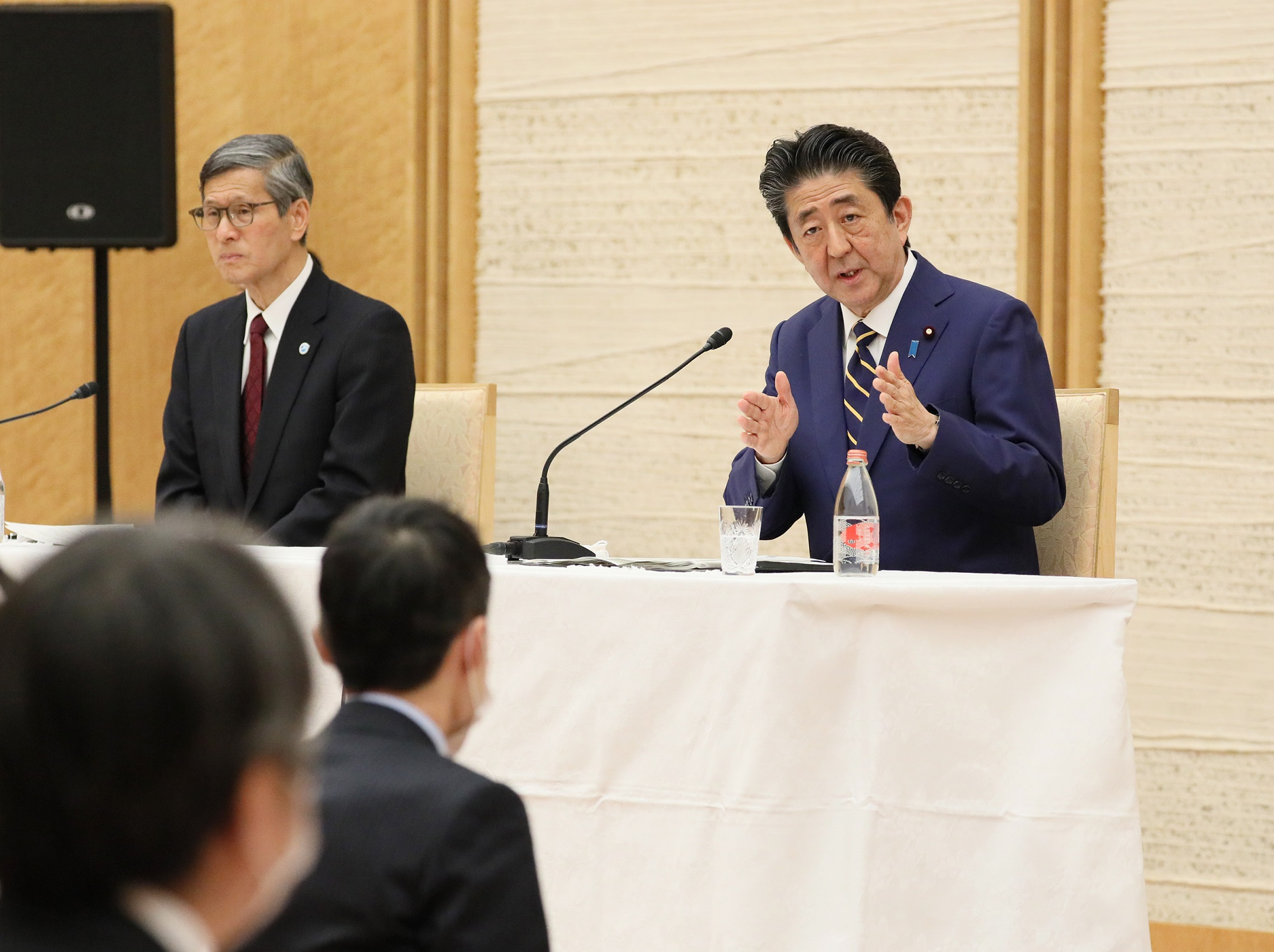
新型流行性感冒等對策閣僚會議下設的新型流行性感冒等對策有識者会議会長尾身茂（左）與內閣總理大臣安倍晋三（右）（2020年4月7日於總理大臣官邸）

新型流行性感冒等對策有識者会議（日语：／）是日本汲取世界範圍內流行的人類豬型流感教訓，在新型流行性感冒等對策閣僚會議下設置的諮詢機關，討論如何應對新型流行性感冒等感染症。新型流行性感冒等對策閣僚會議則設於内閣之下。
2012年，基於文件《關於召開新型流行性感冒等對策有識者会議》，設立新型流行性感冒等對策有識者会議，是新型流行性感冒等對策閣僚会議的諮詢機關。隨著野田第1次改造内閣提出的新型流行性感冒等對策特別措置法案於第180回国会通過、成立，翌年4月13日施行，旗下的基本的對處方針等諮問委員会開始管轄同法的緊急事態宣言。2020年，新型流行性感冒等對策特別措置法一部改正法律施行後，基本的對處方針等諮問委員会的管轄範圍由流行性感冒擴展至對新型冠狀病毒發出的緊急事態宣言。2020年發出新型冠狀病毒感染症緊急事態宣言時，基本的對處方針等諮問委員会對宣言妥当性進行審議，新型流行性感冒等對策有識者会議会長兼基本的對處方針等諮問委員会委員長尾身茂並出席內閣總理大臣安倍晋三發出緊急事態宣言時召開的記者会。

## 構成
会長
- 尾身茂（地域医療機能推進機構理事長）

会長代理
- 岡部信彦（川崎市健康安全研究所所長）

構成員
- 飯野奈津子（日本放送協会解説主幹）
- 石川晴巳（McCann Health Worldwide Japan顧問）
- 石田昭浩（日本勞動組合總聯合會副事務局長）
- 井戶敏三（兵庫縣知事）
- 伊藤定勉（豐鄉町町長）
- 大知久一（日本經濟團体聯合会社会基盤強化委員会企画部会部会長）
- 大西隆（豐橋技術科学大学校長）
- 押谷仁（東北大学大学院医学系研究科教授）
- 折木良一（原自衛官）
- 釜萢敏（日本医師会常任理事）
- 龜井利克（名張市市長）
- 河岡義裕 （東京大学医科学研究所感染症国際研究中心中心長）
- 川名明彦（防衛医科大学医学教育部教授）
- 栗山真理子（日本患者会資訊中心代表）
- 鈴木基（国立感染症研究所感染症疫学中心中心長）
- 田島優子（律師）
- 舘田一博（東邦大学医学部教授）
- 谷口清州（三重醫院臨床研究部部長）
- 田畑日出男（東京商工会議所常議員）
- 朝野和典（大阪大学大学院医学系研究科教授）
- 永井庸次（全日本病院協会理事長）
- 長谷川秀樹（国立感染症研究所流行性感冒病毒研究中心中心長）
- 福田充（日本大学危機管理学部教授）
- 南砂（讀賣新聞東京本社常務）
- （霞關綜合法律事務所律師）
- 武藤香織（東京大学医科学研究所教授）
- 山本輝之（成城大学法学部教授）
- 吉田正樹（東京慈惠会医科大学医学部教授）
- 脇田隆字（国立感染症研究所所長）

## 組織
- 新型流行性感冒等對策有識者会議

- 基本的對處方針等諮問委員会
- 医療、公眾衛生相關分科会
- 社会機能相關分科会

## 脚注

### 註解
1. ↑  新型流行性感冒等對策有識者会議設於新型流行性感冒等對策閣僚會議之下，但並非只管轄新型流行性感冒。旗下的基本的對處方針等諮問委員会管轄範圍不僅限於新型流行性感冒，亦涵蓋對新型冠狀病毒發出的緊急事態宣言。雖然名称相似，但並非新型冠狀病毒感染症對策本部的新型冠狀病毒感染症對策專門家會議。

## 外部連結
- 新型流行性感冒等對策有識者会議 （页面存档备份，存于） - 公開基本的對處方針等諮問委員会的會議記錄等